# Голубєва Римма Тимофіївна
Ри́мма Тимофі́ївна Голубєва (15 жовтня 1928, м. Кочки (нині Новосибірська область), РРФСР, СРСР — не пізніше 5 травня 2021) — радянська і українська піаністка, педагог, професор (1994). Заслужена артистка України (1993).

## З життєпису
Закінчила Київську консерваторію (1955; клас О. Александрова), де й працювала від 1952, від 1994 року — професор. 
Як концертмейстер брала участь у першому виконанні творів сучасних українських композиторів (Ю. Мейтуса, Л. Ревуцького, Л. Дичко, В. Кирейка, Л. Колодуба та ін.). 
Має фондові записи на Українському радіо. Серед учнів — В. Бистряков, Г. Булибенко, А. Толстих, М. Чернявська, В. Бакіс, І. Дашак, О. Холодна.